# Gaillardia (ссавець)
Gaillardia — рід комахоїдних ссавців кротових (Talpidae). Скам'янілі рештки представляють хемфіліан (міоцен+пліоцен) зі США (2 колекції: Небраска, Орегон); міоцен США (1: Нью-Мексико). Види: Gaillardia thomsoni.